# Mata Redonda, Soledad de Doblado
Mata Redonda är en ort i Mexiko.   Den ligger i kommunen Soledad de Doblado och delstaten Veracruz, i den sydöstra delen av landet, 280 km öster om huvudstaden Mexico City. Mata Redonda ligger 208 meter över havet och antalet invånare är 194.
Terrängen runt Mata Redonda är lite kuperad, och sluttar brant österut. Runt Mata Redonda är det ganska glesbefolkat, med 40 invånare per kvadratkilometer. Närmaste större samhälle är Soledad de Doblado, 12,2 km nordost om Mata Redonda. Omgivningarna runt Mata Redonda är en mosaik av jordbruksmark och naturlig växtlighet.